# Дурацанино (Форли-Чезена)
Дурацанино (итал. Durazzanino) је насеље у Италији у округу Форли-Чезена, региону Емилија-Ромања.
Према процени из 2011. у насељу је живело 162 становника. Насеље се налази на надморској висини од 15 м.